# Santa Maria di Castello (Genua)

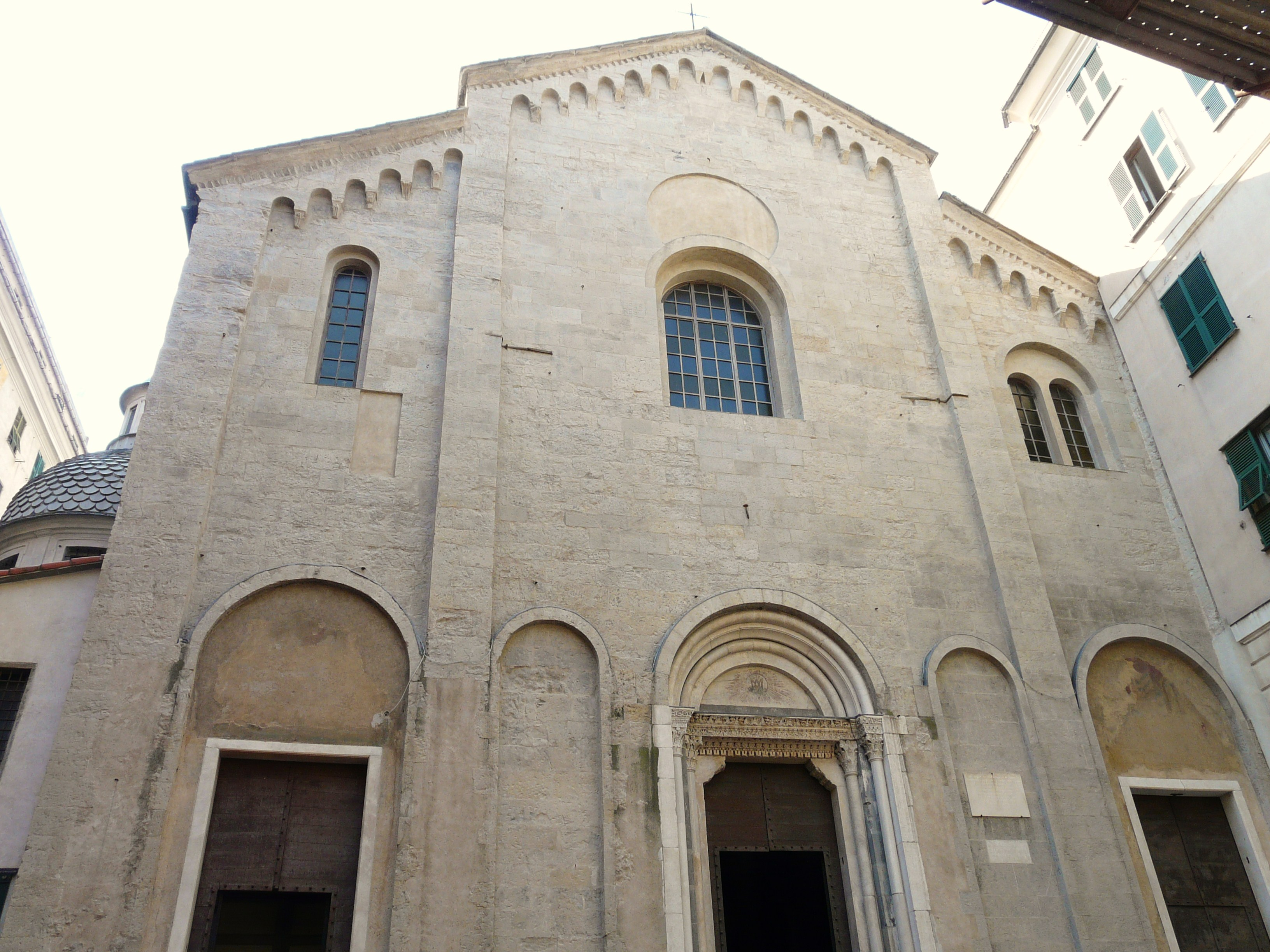
Chiesa di Santa Maria di Castello

Die Kirche Santa Maria di Castello ist ein katholisches religiöses Gebäude im historischen Zentrum von Genua, am gleichnamigen Hang im Stadtteil Molo. Die Pfarrgemeinde ist Teil des Dekanats „Centro Est“ der Erzdiözese Genua.
Die Kirche Santa Maria di Castello liegt auf dem Hügel von Castello, dem ersten bewohnten Ort in Genua der Antike, und ist eine der ältesten christlichen Kultstätten in Genua und eines der intaktesten romanischen Gebäude der Stadt.

## Geschichte

### Ursprung
Nach der Legende wurde 658 auf Befehl des lombardischen Königs Aripert I. eine erste Kirche zur Marienverehrung an diesem Ort errichtet, aber die ersten Dokumente stammen aus dem 11. Jahrhundert.
Die Kirche befand sich in unmittelbarer Nähe der befestigten Bischofsburg, die zwischen dem 9. und 10. Jahrhundert auf dem Hügel an Stelle der vorrömischen, römischen und byzantinischen Befestigungen errichtet wurde. Durch die Anwesenheit der Bischofsburg, in deren Nähe sich um das 11. Jahrhundert auch die mächtige feudale Familie Embriaci niedergelassen hatte, und dank seiner hochgelegenen Lage sowie dem Sitz der politischen und religiösen Macht der Stadt, war dieses Gebiet vor sarazenischen Überfällen geschützt.
Die heutige Kirche wurde in der ersten Hälfte des 12. Jahrhunderts von antelamischen Arbeitern auf den Resten der ältesten Kirche erbaut, von der in der Taufkapelle einige Skulpturen erhalten sind.
Die neue Kirche hatte drei Schiffe mit Holzdachträger, ein Querschiff und drei Apsiden. Für den Bau wurden Granitsäulen und korinthische Kapitelle aus der Römerzeit und aus dem 3. Jahrhundert wiederverwendet, die vom Meister Antelami geschickt in das neue Gebäude integriert wurden.
Die 1237 von Geroldo di Losanna, Patriarch von Jerusalem, geweihte Kirche war bereits vor dem Wiederaufbau eine Kollegialkirche. Sie blieb dies bis 1441, als sie mit einer Bulle von Papst Eugen IV. den Dominikanern zugewiesen wurde, die bis 2015 in ihr amtiert haben. Die Mönche nahmen sie erst am 13. November 1442 in Besitz, da sich die Kanoniker, unterstützt von Erzbischof Giacomo Imperiale, über ein Jahr lang der Ankunft der Dominikaner widersetzten, denen alle Güter und Mieten der Kirche übertragen worden waren
Nach der Ankunft der Dominikaner wurde der Komplex in der zweiten Hälfte des 15. Jahrhunderts erweitert und zu einem wichtigen kulturellen Zentrum. Durch den Erwerb von Grundstücken neben der Kirche wurden das Kloster, die drei Kreuzgänge und die Sakristei errichtet. In dieser Zeit (1453–1462) wurde der erste Kreuzgang mit Fresken im Gewölbe der Loggia und auf den Mauern gebaut, von denen die berühmte Verkündigung von Giusto d’Alemagna (1451) erhalten ist. Außerdem wurde von den Dominikanern die Decke der Kirche in ein Kreuzrippengewölbe umgebaut. Zwischen dem 15. und 17. Jahrhundert ließen viele Patrizierfamilien ihre Adelskapellen entlang der Seitenschiffe errichten und mit Kunstwerken der größten Genueser Künstler ausstatten.

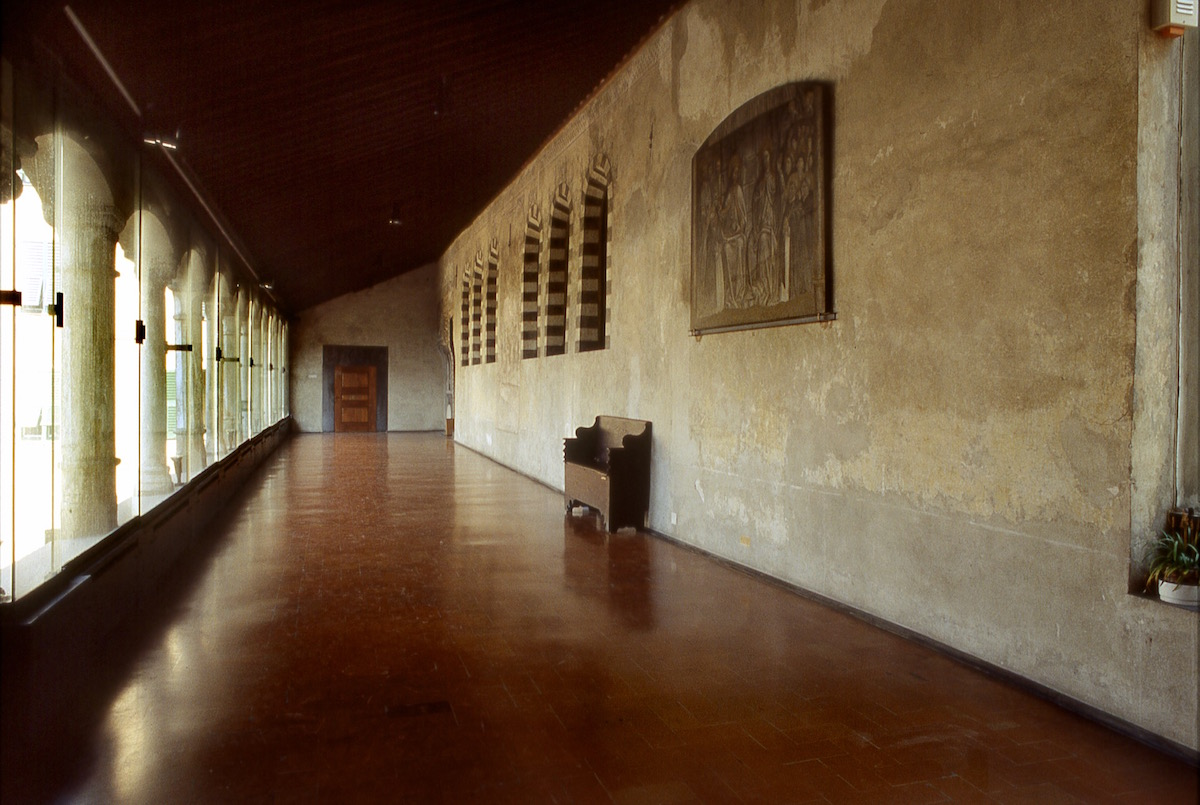
Obere Loggia

Im 16. Jahrhundert wurden die Apsiden umgebaut und die Kuppel errichtet, aber ab der zweiten Hälfte des 17. Jahrhunderts erlebte der Komplex eine Phase des Niedergangs und die Dominikaner waren gezwungen, einige Räume des Klosters zu vermieten. Die Kirche wurde durch das französische Marinebombardement von 1684 schwer beschädigt.
Als 1801 die sterblichen Überreste von Papst Pius VI., der 1799 in als Gefangener in Frankreich verstorben war, nach Rom gebracht wurden, hielt man mit de, Sarg in der Kirche S. Maria di Castello an, wo eine feierliche Zeremonie stattfand. Das Kloster blieb von den Unterdrückungsgesetzen von 1797 verschont, befand sich aber in der ersten Hälfte des 19. Jahrhunderts in einem schlechten Zustand. Ein Teil des Klosters, der 1859 nach dem Rattazzi-Gesetz von 1855 teilweise vom Staat enteignet wurde, wurde 1870 in Wohnungen umgewandelt und die Loggien des Klosters ausgebaut.
In derselben Zeit wurde der Architekt Maurizio Dufour mit der Restaurierung des Kircheninneren beauftragt, wobei er die mittelalterlichen Teile zum Vorschein brachte, die im Laufe der Zeit mit einer dicken Putzschicht überdeckt worden waren. Dufour selbst malte das Fresko im Gewölbe des Chores mit der Darstellung „Gott Vater in Herrlichkeit“.
Die Kirche wurde während des Zweiten Weltkriegs beschädigt. Zuerst 1942, als die Ruinen eines nahegelegenen Gebäudes das linke Seitenschiff beschädigten, und dann 1944, mit Schäden am Dach durch Druckwellen infolge von Bomben auf den Hafen. Nach dem Krieg wurden unter der Leitung der Ingenieure Cesare Fera und Luciano Grossi Bianchi Restaurierungsarbeiten durchgeführt. Mit der Rekonstruktion der im 15. und 16. Jahrhundert veränderten mittelalterlichen Fenster wurde ursprüngliche romanische Architektur der Fassade wieder hergestellt. Als das angrenzende Museum Anfang der 2000er Jahre neu gestaltet und erweitert wurde, erfolgte eine Renovierung des gesamten Komplexes.
Im Kloster Santa Maria di Castello lebte viele Jahre lang bis zu seinem Tode Enrico di Rovasenda (1906–2007), ein dominikanischer Priester und Kanzler der Päpstlichen Akademie der Wissenschaften.
2015 verließen die Dominikaner das Kloster Santa Maria di Castello und der Komplex wurde den Priestern der Gesellschaft der Afrikamissionen anvertraut.

## Beschreibung

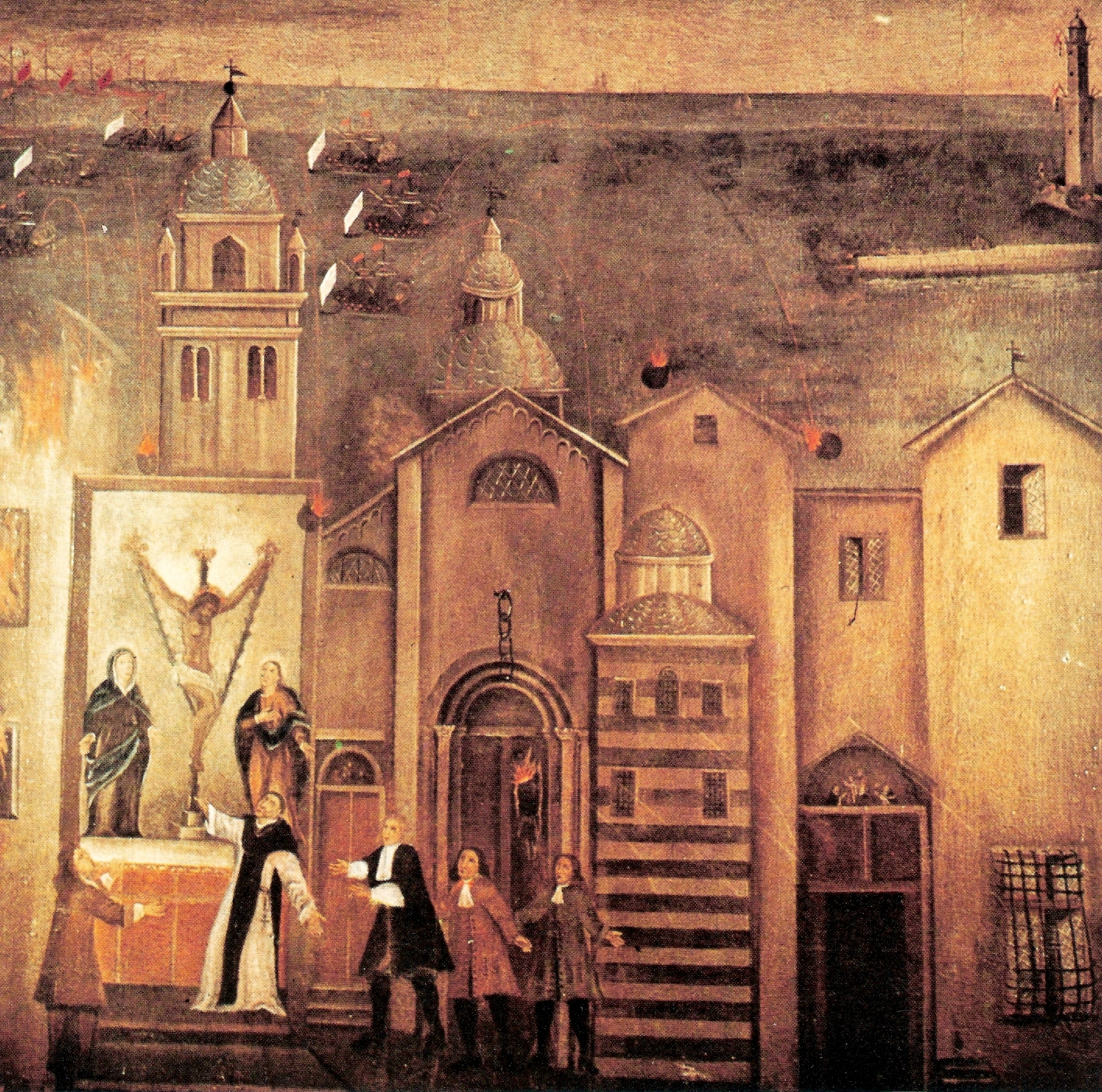
Gemälde aus dem 17. Jahrhundert, in dem die Kirche dargestellt ist, an deren Vorderseite einige Ringe der Ketten des Pisaner Hafens hängen.

Der Gebäudekomplex, bestehend aus Kirche, Kloster und Kreuzgang, entwickelte sich entlang des Hanges führt auf die Spitze des Hügels zur alten Bischofsburg. Die Ausstattung der Kirche im romanischen Stil wurde im Laufe der Jahrhunderte, vor allem durch die Kapellen der großen genuesischen Adelsfamilien, mit Werken der bedeutendsten ligurischen Künstler aus dem 15. bis 18. Jahrhundert erweitert.

### Außenbereich
Die große romanische Fassade, dreigeteilt durch zwei große Lisenen, die das Hauptschiff kennzeichnen, wird von hängenden Bögen gekrönt. Das Hauptportal, das einzige dekorative Element der Fassade, besteht aus einem römischen Architrav aus dem 3. Jahrhundert, der mit Pflanzenelementen und Greifen verziert ist.

### Innenraum

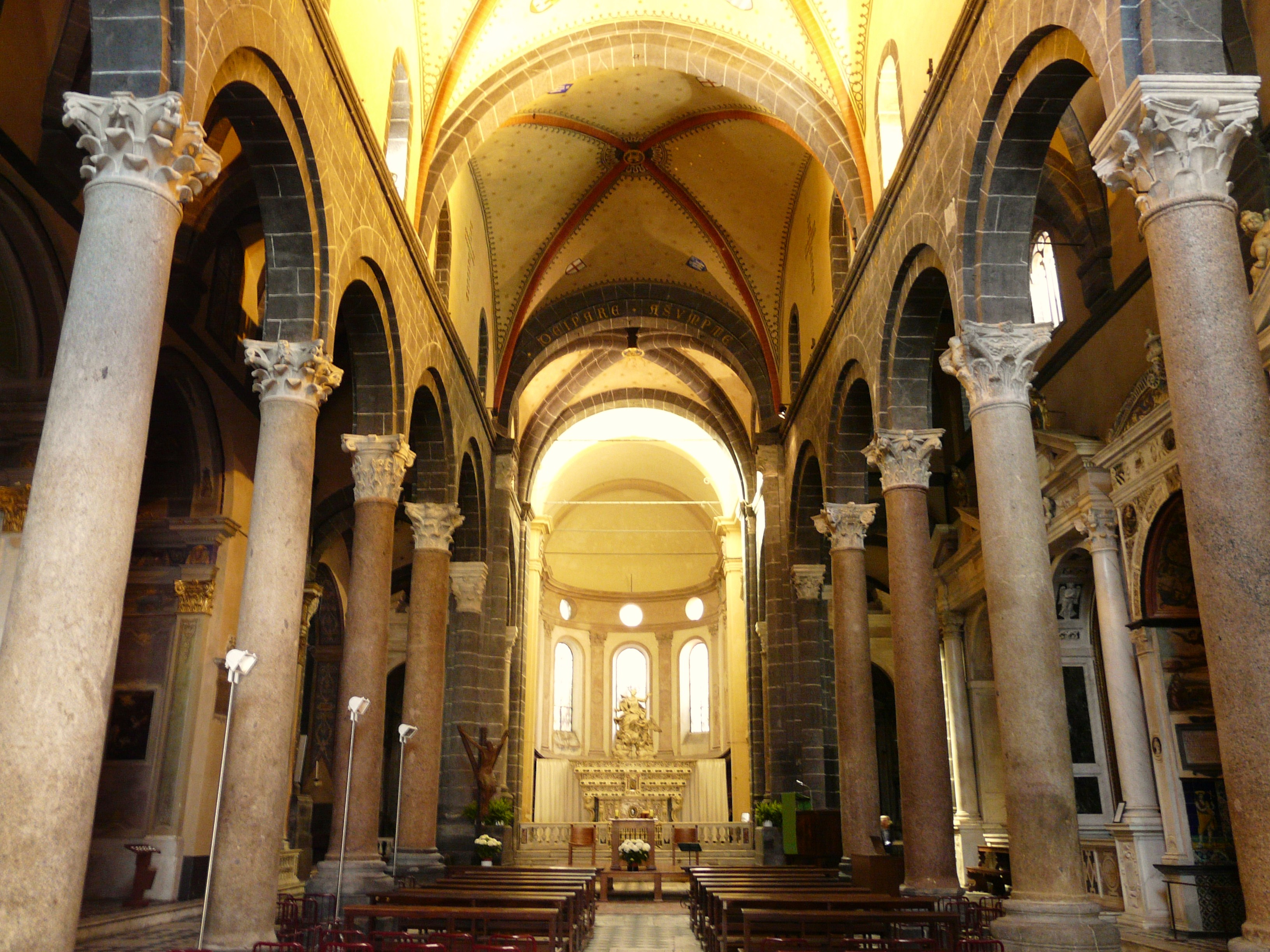
Innenraum

Der Innenraum ist geräumig und hell und verfügt über einen romanischen Basilika-Grundriss mit drei Schiffen mit wiederverwendeten römischen Säulen und Kapitellen, die die romanischen Bögen tragen. Die Seitenschiffe wurden fast auf die Höhe des Mittelschiffs erhöht, sodass Obergadenöffnungen jeweils Mittelschiff und seiten Schiff verbinden und die Kirche insgesamt eine Hallenkirche ist. Über der Vierung hat sie einen achteckigen Laternenturm, einen weiteren, runden, über einer Kapelle. Die Decke, ursprünglich ein Holzfachwerk, besteht aus einem Kreuzrippengewölbe, das 1468 entstanden ist. Entlang eines jeden Seitenschiffes gibt es fünf Kapellen. Die linken wurden in der zweiten Hälfte des 15. Jahrhunderts erstellt, während die rechten auf das 16. Jahrhundert zurückgehen. Zwischen Ende des 16. und Anfang des 17. Jahrhunderts wurden die Seitenapsiden umgebaut, während die mittlere zu einem großen Chor erweitert wurde.
In der Mitte der Gegenfassade befand sich die Marmorstatue des Heiligen Dominikus von Francesco Maria Schiaffino (heute im Theater Carlo Felice); links ein Fresko von Lorenzo Fasolo (Ende des 15. Jahrhunderts), das die Madonna mit dem Kind und den Heiligen Dominikus und Heiligen Petrus aus der zerstörten Kirche S. Domenico darstellt. Rechts neben dem Portal befindet sich eine Nische mit einem Holzkreuz aus dem 15. Jahrhundert. Über den Seitentüren befinden sich zwei Gemälde des Cremonesen Francesco Boccaccino (1660–1750). (Das Kruzifix spricht zu Petrus und das Wunder des Heiligen Petrus).
Eine kürzlich durchgeführte Restaurierung hat das ursprüngliche romanische Innenportal zu Vorschein gebracht, das vom Portal aus dem 15. Jahrhundert, das zur Sakristei führt, verdeckt wurde und nun an der rechten Wand der Kirche untergebracht ist.

#### Presbyterium
In den letzten Jahrzehnten des 16. Jahrhunderts wurden das Presbyterium und die Apsis erweitert, um die Kirche an die Normen des Konzils von Trient anzupassen und das Holzgestühl des Chores sowie einige Grabdenkmäler aufzunehmen. Der Hauptaltar, nach dem Bombardement von 1684 wieder aufgebaut, wird von der Marmorgruppe der Himmelfahrt von Anton Domenico Parodi beherrscht. Der Boden des ursprünglichen Presbyteriums wurde auf das Niveau des Querschiffbodens abgesenkt. Heute befindet sich dort der moderne nachkonziliare Altar, der 1985 nach einem Entwurf von Cesare Fera gebaut wurde.

##### „Schwarzer Christus“

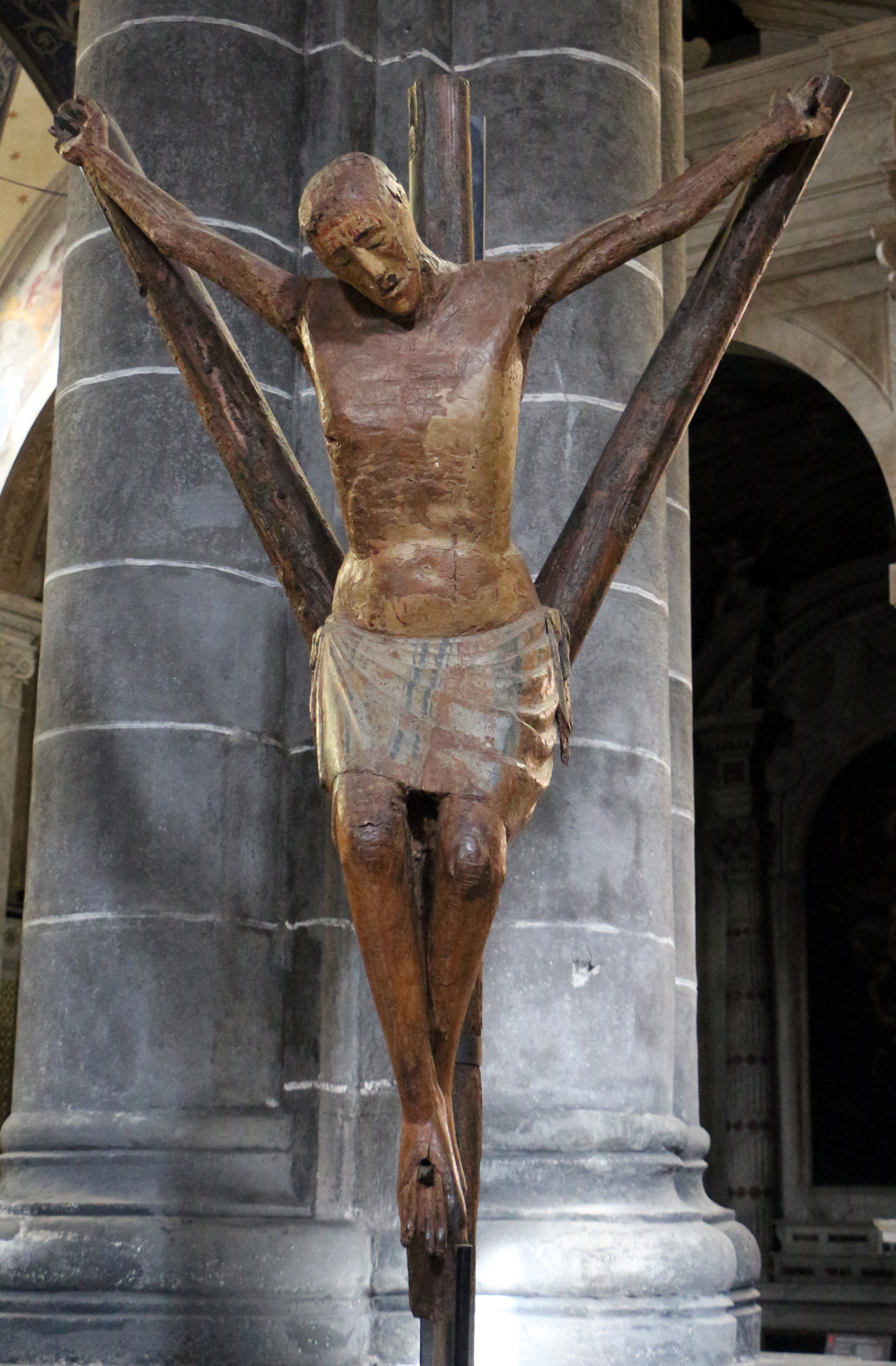
Der „Schwarze Christus“

Neben einer Säule in der Nähe des neuen Altars befindet sich ein hölzernes Kruzifix von einem unbekannten Künstler aus dem 14. Jahrhundert, das „Schwarzer Christus“ genannt und von Gläubigen sehr verehrt wird. Im Laufe der Jahrhunderte wurde das Kruzifix mehrmals verändert. Es erhielt einen dicken Bart und lange Haare, die ursprünglich völlig fehlten. Eine in den 1970er Jahren durchgeführte Restaurierung hat den ursprünglichen Zustand wiederhergestellt. Da die Gläubigen jedoch an das Christusbild mit Bart und Haaren gewöhnt waren, wurde eine Kopie angefertigt und in einer Kapelle in der Kirche ausgestellt.

#### Seitenkapellen
Entlang jedes Seitenschiffes befinden sich fünf reich verzierte Kapellen mit wertvollen Kunstwerken. Die Kapellen im linken Seitenschiff sind größer als die rechten, deren Tiefe durch das Vorhandensein des Kreuzgangs an der Außenwand begrenzt ist und nur Platz für den Altar haben. Darüber hinaus schließen zwei Kapellen die unteren Seitenschiffe und dienen als Schmuck für den Hauptaltar. Die Altäre wurden unter dem Patronat namhafter Patrizierfamilien errichtet, die die Schaffung von Kunstwerken von hoher Qualität bevorzugten.

##### Rechte Kapellen
- Die erste Kapelle, dem Heiligen Pius V. gewidmet, ist mit Gemälden von Alessandro Gherardini (Heiliger Pius V. und das Kruzifix) und Giuseppe Palmieri (Maria Magdalena) aus dem 18. Jahrhundert ausgestattet.[2][3]
- Zweite Kapelle: Martyrium des Heiligen Blasius, von Aurelio Lomi (1556–1622).[2]
- Dritte Kapelle, dem Heiligen Antonius gewidmet: im Gewölbe Fresken aus dem 16. Jahrhundert mit Geschichten von König David und eine Verkleidung aus „Laggioni“, die charakteristische bemalte Majolika der genuesischen Schule des 16. Jahrhunderts. Am Altar eine Madonna Hodegetria mit den Heiligen Johannes des Täufers, Antonius und Nicolaus von Tolentino von Pier Francesco Sacchi (1526).[2][3]
- Vierte Kapelle, dem Heiligen Petrus von Verona gewidmet, mit dem Altarbild des Martyriums des Heilgen Petrus von Verona von Bernardo Castello (1597).[2][3]
- Fünfte Kapelle: Maria Himmelfahrt von Aurelio Lomi und, an der Stirnseite des Querschiffes, das Grabdenkmal von Demetrio Canevari, einem genuesischen Patrizier und berühmten Arzt jener Zeit, von Tommaso Orsolino (1626).[2][3]
- Sechste Kapelle: am Ende des rechten Seitenschiffes, dem Heiligen Hyazinth von Polen gewidmet, mit einem Gemälde von Aurelio Lomi (Der Heilige Hyazinth erhält vom Heiligen Dominik die Ordenskleidung), Fresken am Gewölbe von Bernardo Castello (Ewiger Vater und Episoden aus dem Leben des Heiligen Hyazinth) und zwei Grabdenkmälern, Werken von Battista Casella.[2][3]

##### Linke Kapellen
- Erste Kapelle, der Heiligen Katharina von Siena gewidmet: Seit 1874 befindet sich hier ein Taufbecken, das aus einem römischen Sarkophag der späten Kaiserzeit gefertigt wurde. Es gibt ein Polyptychon, das den lombardischen Meistern des 15. Jahrhunderts zugeschrieben wird, dessen zentrales Thema die mystische Hochzeit der Heiligen Katharina von Alexandrien und der Heiligen Katharina von Siena darstellt, und ein Tabernakel für die heiligen Öle aus der gleichen Zeit. Auf der Decke sind Fresken mit der Geschichte der Heiligen Katharina.[2][3]
- Zweite Kapelle: Heiligen Vinzenz Ferrer gewidmet, mit der Heilung des Heiligen Vinzenz von Giovanni Battista Paggi, des frühen 17. Jahrhunderts, St. Vincent in Ekstase vor der Königin von Aragon von Andrea Ansaldo, Predigt des Heiligen Vinzenz an den Knaben von Luciano Borzone.[2]
- Dritte Kapelle: Polyptychon von Giovanni Mazone, mit der Darstellung der Verkündigung und Heiligen (um 1470) in einem gotischen Rahmen aus vergoldetem Holz und einem Gemälde von Domenico Piola mit dem Heiligen Thomas von Aquin in Anbetung des Allerheiligsten.[2][3]
- Vierte Kapelle, dem Seligen Sebastiano Maggi[16][17] gewidmet, Dominikaner aus Brescia, der 1496 im Kloster Santa Maria di Castello starb; mit einem Gemälde von Francesco Zignago (1750–1810) mit der Darstellung der Ankunft von Sebastiano Maggi in Santa Maria di Castello und vier Tafeln auf Schiefer gemalt mit Szenen aus dem Evangelium von Andrea Semino (16. Jahrhundert).[2][3]
- Fünfte Kapelle, der Rosenkranzmadonna gewidmet, mit einer Holzgruppe die Pasquale Navone[18] (1746–1791) zugeschrieben wird, als Fortsetzung der Arbeit von Maragliano. An den Seitenwänden gibt es zwei Medaillons, die mit Fresken verziert sind von Giovanni Battista Carlone (Darstellung des Herrn im Tempel und Diskussion von Jesus mit den Gelehrten) und vier Leinwände: rechts Vermählung der Jungfrau von Domenico Piola und Mariä Geburt von einem unbekannten Genueser Künstler, links Flucht nach Ägypten und Darstellung Mariens im Tempel, zugeschrieben Luciano Borzone. Die Dekoration wird durch Stuckarbeiten und Fresken aus dem 19. Jahrhundert ergänzt.
- Fünfte Kapelle, im linken Querschiff: am Altar, aus polychromem Marmor, ein Gemälde von Grechetto die das Wunder von Soriano[19] darstellt, und eine von Francesco Boccaccino die das Brotwunder darstellt.[20]
- Kreuzkapelle. Die Querschiffkapelle führt zur großen Kapelle des Kruzifixes, wo die Kopie der Barockversion des „Schwarzen Christus“ steht. Im Zugangsbereich befindet sich ein Fresko mit der Mater Dolorosa, von Gregorio De Ferrari und die Grabdenkmäler von zwei Genueser Erzbischöfen, die dem dominikanischen Orden angehören, Giulio Vincenzo Gentile und Nicolò Maria De Franchi, Werke von Filippo Parodi und Pasquale Bocciardo.
- Die sechste Kapelle, am Ende des linken Seitenschiffes, ist der Heiligen Rosa von Lima gewidmet, mit einem Altarbild von Domenico Piola, das die Heilige darstellt, die Madonna mit Kind verehrend. Unter dem Altartisch befindet sich eine liegende Statue des Seligen Jacobus de Voragine, Erzbischof von Genua im 13. Jahrhundert, dessen sterblichen Überreste hier fast ein Jahrhundert lang aufbewahrt wurden.[21] Im Gewölbe befinden sich Fresken aus dem 17. Jahrhundert, die die Taufe Jesu und dominikanische Heilige darstellen und im 19. Jahrhundert überarbeitet wurden. Die Marmorverkleidung (Ende des 16. Jahrhunderts) ist ein Werk von Taddeo Carlone in Zusammenarbeit mit Battista Bagutti aus Rovio.

#### Orgel
In der Kirche befindet sich eine Orgel, die von der Firma Mascioni Orgelbau aus Cuvio als opus 333 im Jahr 1915 erbaut wurde. Sie ist mit einer pneumatischen Traktur ausgestattet und verfügt über 29 Register auf zwei Manualen und Pedal. Die Disposition lautet:
| I Grand’Organo C– |           |
| Principale        | 16′       |
| Principale        | 8′        |
| Voce umana        | 8′        |
| Bordone           | 8′        |
| Gamba             | 8′        |
| Ottava            | 4′        |
| Flauto            | 4′        |
| Duodecima         | 2 ⁄3′     |
| XV                | 2′        |
| Cornett           | combinato |
| Ripieno III       |           |
| Ripieno IV        |           |
| Tromba            | 8′        |
| Cromorno          | 8′        |

| II Espressivo C–     |       |
| Bordone              | 16′   |
| Principale           | 8′    |
| Viola                | 8′    |
| Flauto               | 8′    |
| Voce celeste         | 8′    |
| Salicionale          | 4′    |
| Ottavina             | 2′    |
| Pienino              | 1 ⁄3′ |
| Concerto violini III |       |
| Oboe                 | 8′    |
| Voci corali II       |       |

| Pedale C–          |     |
| Contrabbasso       | 16′ |
| Principale violone | 16′ |
| Subbasso           | 16′ |
| Armonico           | 8′  |

- Koppeln: I Super, II/I, II/I Ottava grave, II/I Ottava acuta, P Super, I/P, II/P

#### Sakristei
Die Sakristei wird vom rechten Querschiff aus erreicht durch ein kleines Atrium, die ehemalige Grimaldi-Kapelle, mit einem Weihwasserbecken von Giovanni Gaggini. Sie ist mit Nussbaumschränken aus dem 18. Jahrhundert ausgestattet. In ihr befindet sich ein Altarbild von 1738 mit dem Heiligen Sebastian von Giuseppe Palmieri. Das wertvolle, so genannte „große Portal“ ist ein Werk toskanischen Ursprungs von Leonardo Riccomanni und von Giovanni Gaggini selbst (1452). Darüber findet sich eine gotische Lünette aus dem 14. Jahrhundert mit der Kreuzigung. Neben dem Portal befindet sich eine bunte Holzgruppe aus dem 18. Jahrhundert, die die Madonna mit Kind und dem Heiligen Bernhard darstellt, aus dem zerstörten Oratorium der Heiligen Maria, des Heiligen Bernhards und der Heiligen Könige, das unweit der Kirche stand.
Von der Sakristei geht es zum Atrium der Loggia der Verkündigung, mit Fresken von Giacomo Serfolio im Gewölbe (Heiliger Petrus Märtyrer, dem Seligen Raimund von Capua und Heiligen Thomas von Aquin); an der linken Wand, Predigt des Heiligen Vinzenz Ferrer, aus dem 15. Jahrhundert und eine Madonna auf Schiefer aus dem 17. Jahrhundert; rechts, die Vorzeichnung des Freskos von Carlo Braccesco, das sich in der Bibliothek befindet.

### Campanile

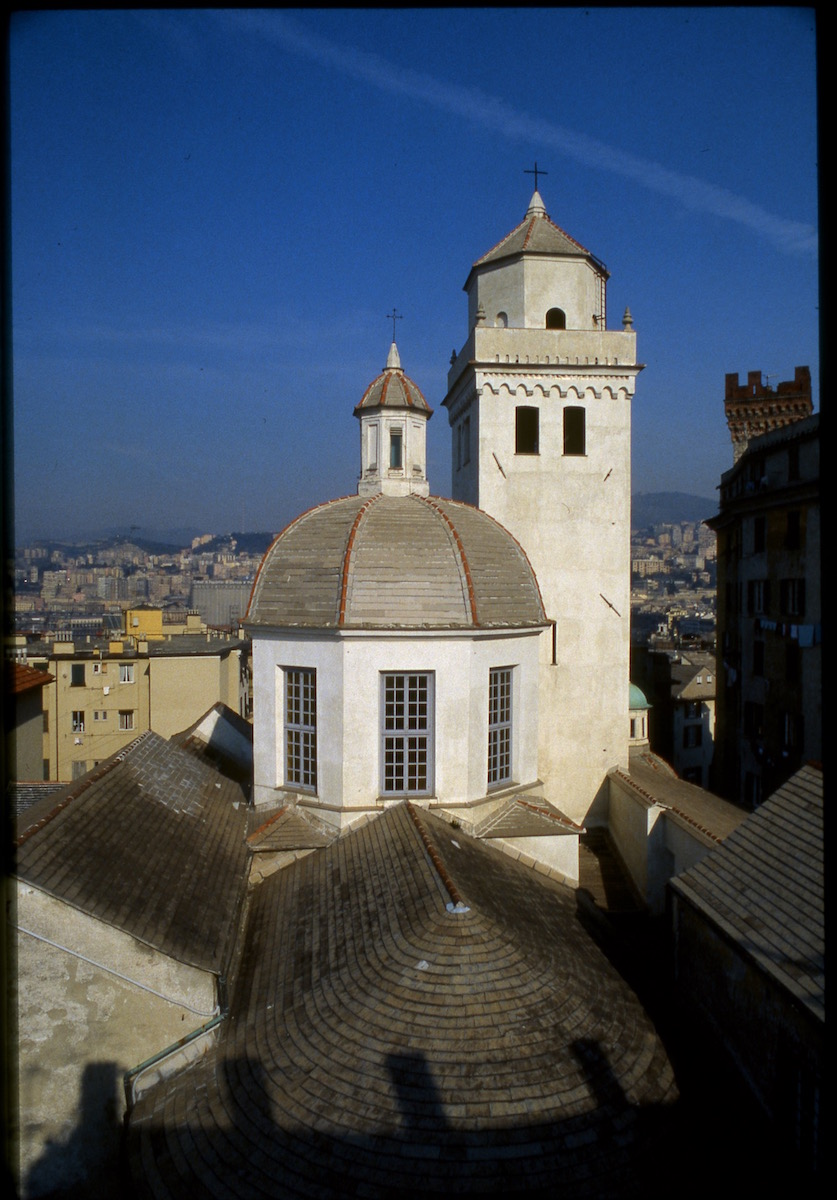
Campanile

Der Glockenturm der Kirche ist romanischen Ursprungs und wurde im Laufe der Jahrhunderte stark verändert. Ein Rest von originalen Hängebögen verblieb auf der Turmspitze.

### Kloster und Kreuzgänge

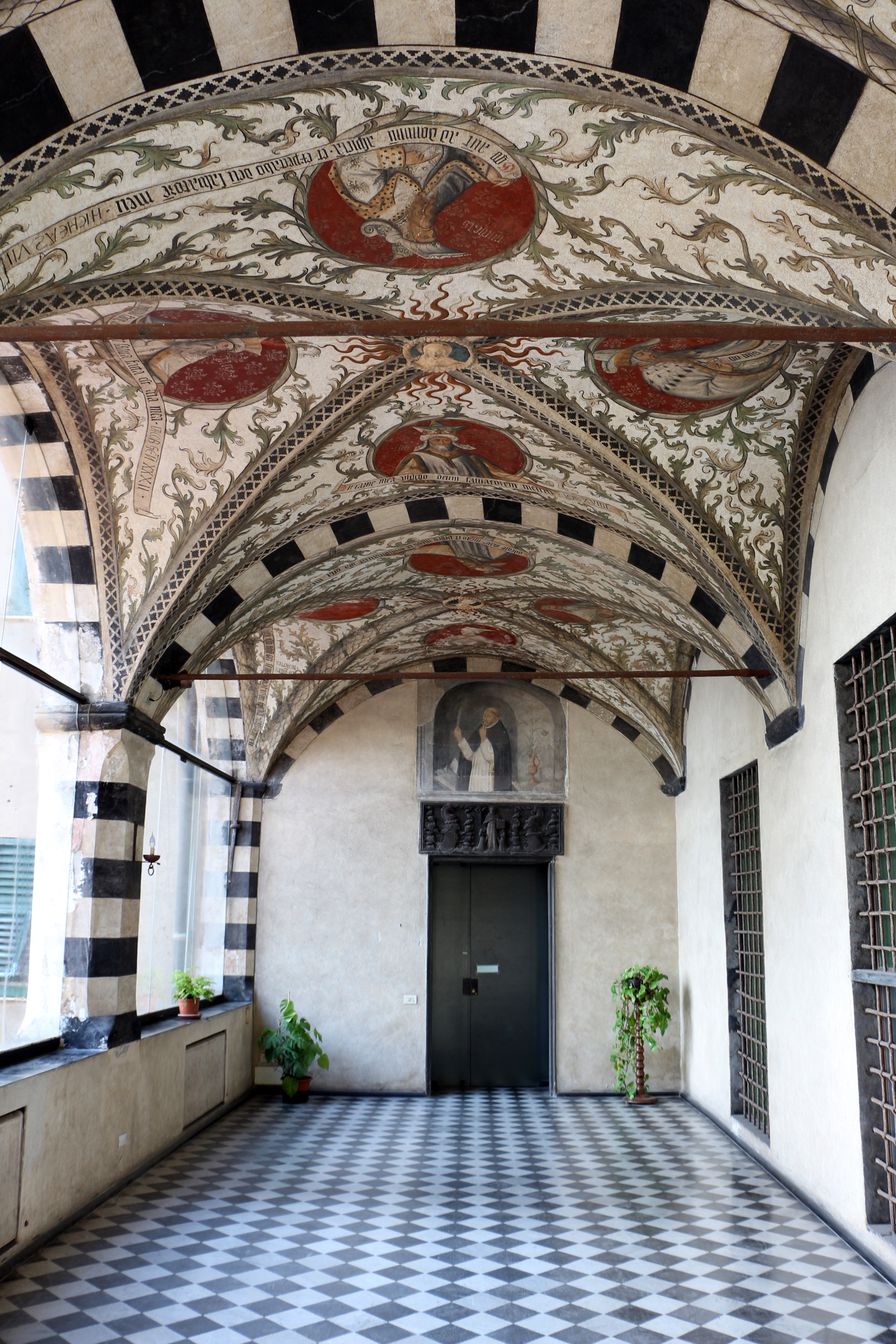
Dekoration der Loggia des zweiten Kreuzgangs

Das Kloster neben der Kirche entwickelte sich um drei Kreuzgänge. Der erste und zweite Kreuzgang wurden im 19. Jahrhundert, in der Zeit als das Kloster vom Staat enteignet wurde, aufgestockt, um Wohnungen zu bauen. Im ersten Kreuzgang, der zwischen 1445 und 1452 erbaut wurde, befanden sich die Wirtschaftsräume des Klosters (Refektorium, Küche, Krankenstation und im Obergeschoss die Schlafsäle).
Der zweite Kreuzgang wurde auf den Fundamenten der mittelalterlichen Häuser, die von den Dominikaner erworben worden waren, zeitgleich zum ersten errichtet. Er beherbergte den Kapitelsaal, die Bibliothek, die Apotheke und das Sprechzimmer. Er wurde in den 1960er Jahren restauriert und besteht aus einem zweiseitigen Portikus im Erdgeschoss und zwei Loggien in den oberen Stockwerken, deren reiche Dekoration, gestiftet von der Familie Grimaldi-Oliva, ein außergewöhnliches Beispiel für die genuesische Malerei des 15. Jahrhunderts ist. Er ist das berühmteste, weil die Loggia im ersten Stock das berühmte Fresko der Verkündigung beherbergt.
Der dritte Kreuzgang, kleiner als die vorherigen, wurde zwischen 1492 und 1513 gebaut. Heute befindet er sich in einem Universitätswohnheim und ist somit nicht öffentlich zugänglich. Darunter befand sich eine der Regenwasser-Zisternen für das Kloster, die heute zu einer Halle für Veranstaltungen und Shows umgebaut wurde. Die Zisterne stammt aus dem 9. Jahrhundert und wurde mit wiederverwendeten Baumaterialien errichtet, wie Fragmente von römischen Säulen belegen.
Der Komplex umfasste einen weiteren Kreuzgang, der älter als der vorherige war, dem der Stiftskirche. Er stammt aus dem 11. Jahrhundert und bildet heute den Innenhof eines an die Kirche angrenzenden Gebäudes.

### Loggia der Verkündigung

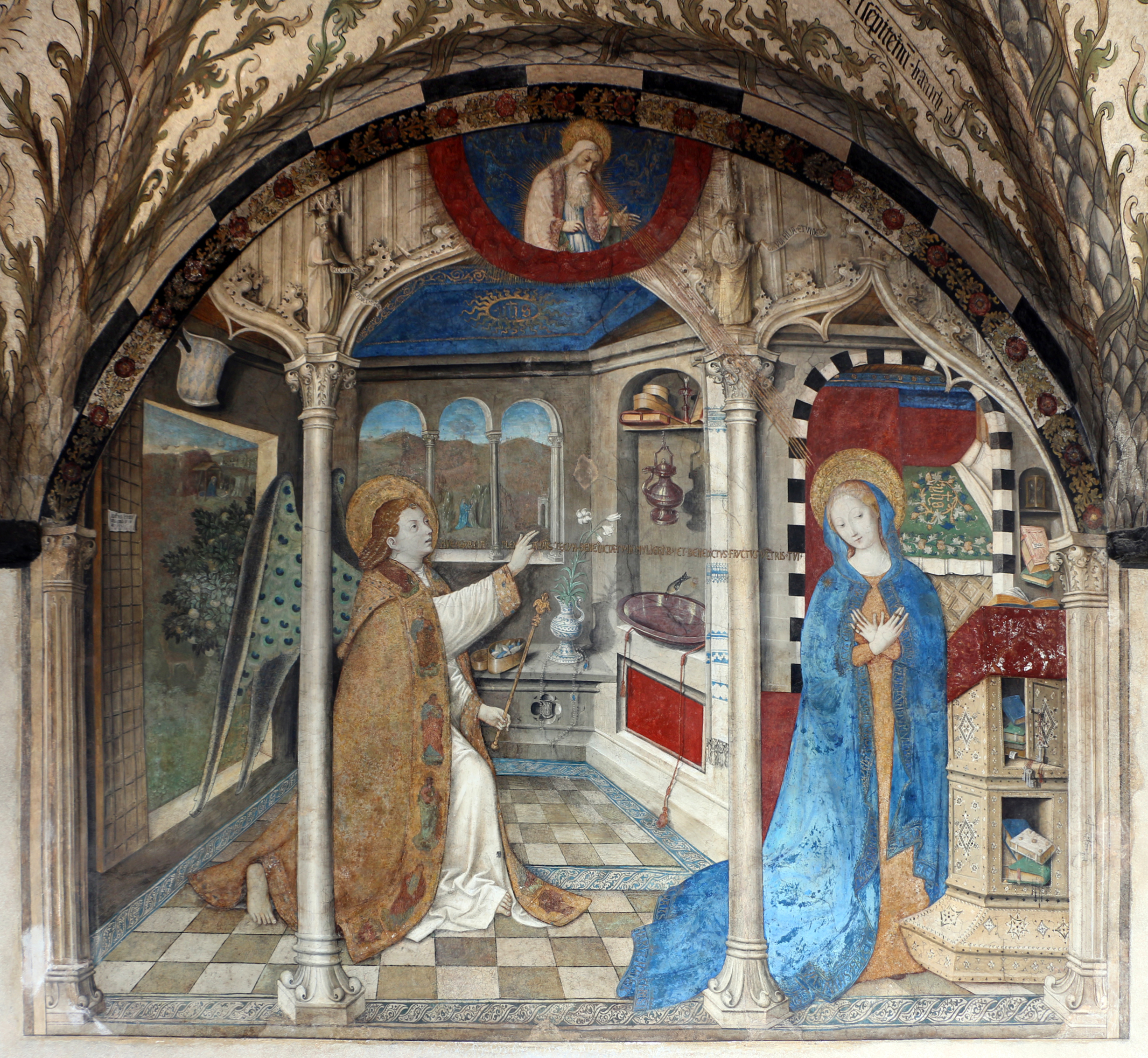
Fresko von Giusto d’Alemagna mit der Verkündigung

Sie öffnet sich zum zweiten Kreuzgang und ist über eine Treppe vom Atrium aus zu erreichen. Im ersten Stock der Loggia befindet sich die Verkündigung, ein Fresko von Giusto d’Alemagna aus dem Jahr 1451. Auf dem Kreuzrippengewölbe befinden sich flammenden und runde Blättern mit Sibyllen und Propheten, die möglicherweise ebenfalls aus dem 15. Jahrhundert stammen. Auf der Rückseite gibt es ein Schieferportal mit dem Heiligen Dominikus, der zur Stille in der Lünette einlädt; im Refektorium finden sich Lünetten mit Heiligen aus der alten linken Apsis der Kirche (Mitte des 16. Jahrhunderts) und ein Holzkreuz (14. Jahrhundert).
Im zweiten Stock oder obere Loggia, gibt es eine Renaissance-Statue der Heiligen Katharina von Alexandria; ein marmornes Tabernakel, das Domenico Gagini zugeschrieben wird (15. Jahrhundert); die alte Bibliothek (Portal aus dem 15. Jahrhundert mit dem Heiligen Georg von Giovanni Gaggini); eine mit Engel umrahmte Marmortafel von 1453 sowie ein Polyptichon Verkündigung und Heilige von Giovanni Mazone (ca. 1470), mit einem gotischen Rahmen, der bereits in der Vergangenheit in der Kirche vorhanden war.

## Museum von Santa Maria di Castello

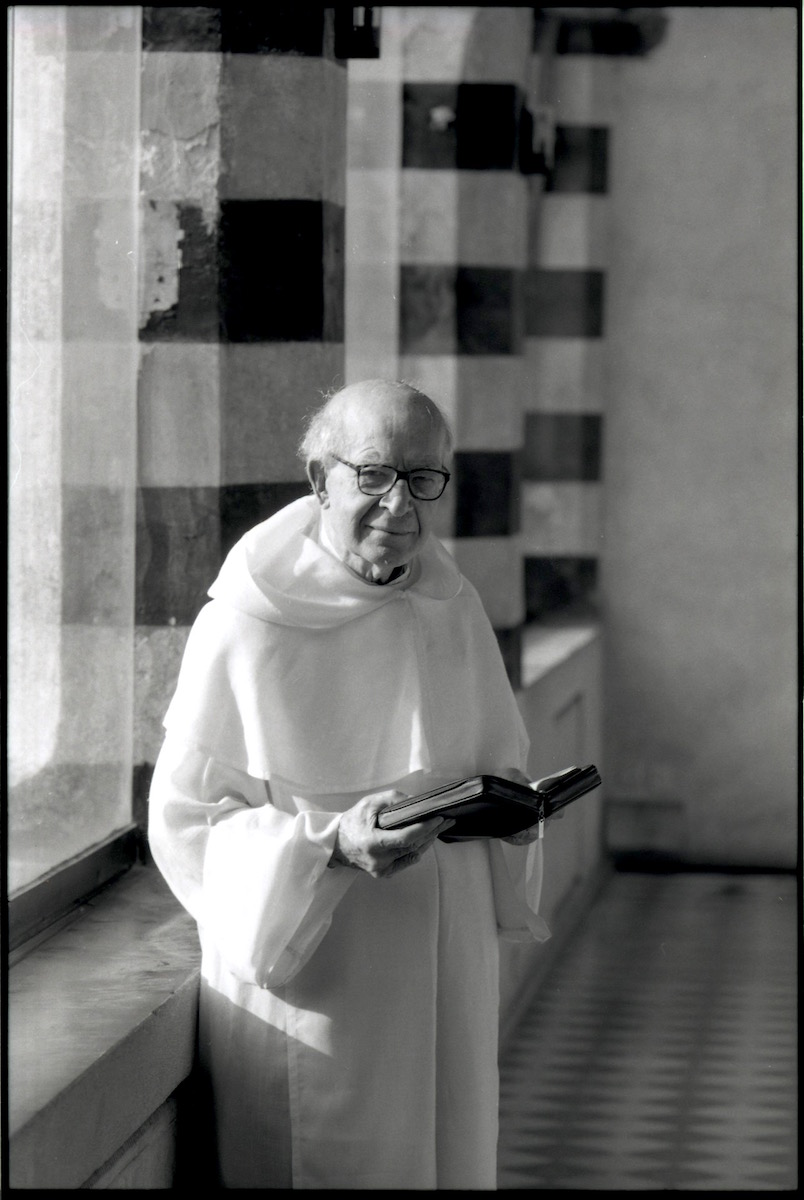
Padre Enrico di Rovasenda

Das Museum wurde 1959 von Gianvittorio Castelnovi gegründet, um jene Kunstwerke auszustellen, die aufgrund der Umbauten im Klosterkomplex keinen eigenen Standort mehr hatten. Das 2001 renovierte und erweiterte Museum sammelt in zwölf Räumen des Klosters archäologische Funde, die von der ältesten Geschichte der Stadt vom 2. Jahrhundert bis zum späten Mittelalter zeugen, sowie Kunstwerke, die zur gleichen Kirche gehören und von den Dominikanern seit ihrer Besiedlung im Jahr 1442 gesammelt wurden, und eine Sammlung russischer Ikonen des 19. und 20. Jahrhunderts, die dem Kloster von Enrico di Rovasenda geschenkt wurde.
Es werden Marmorstatuen aus verschiedenen Epochen, Gemälde, Reliquarien, Liturgische Gewänder und Objekte, illuminierte Manuskripte, Votivgaben (verbunden mit der Verehrung des „Schwarzen Christus“), sowie Gemälde und Gebrauchsgegenstände aus aufgelassenen Klöstern der Dominikanerinnen.
Zu den wichtigsten Kunstwerken gehört das Altarbild Allerheiligen von Ludovico Brea (1513), das Polyptychon der Bekehrung des Heiligen Paulus, von Breas eigener Schule, die Madonna mit Kind von Domenico Gagini, aus bemaltem  Marmor (15. Jahrhundert), und eine Holzstatue der Unbefleckten von Maragliano (18. Jahrhundert).
Die angrenzende Bibliothek enthält Kodexe und Inkunabeln sowie ein Fresko mit dem Heiligen Dominikus, der seine Brüder im Paradies findet, von Carlo Braccesco aus dem späten 15. Jahrhundert.

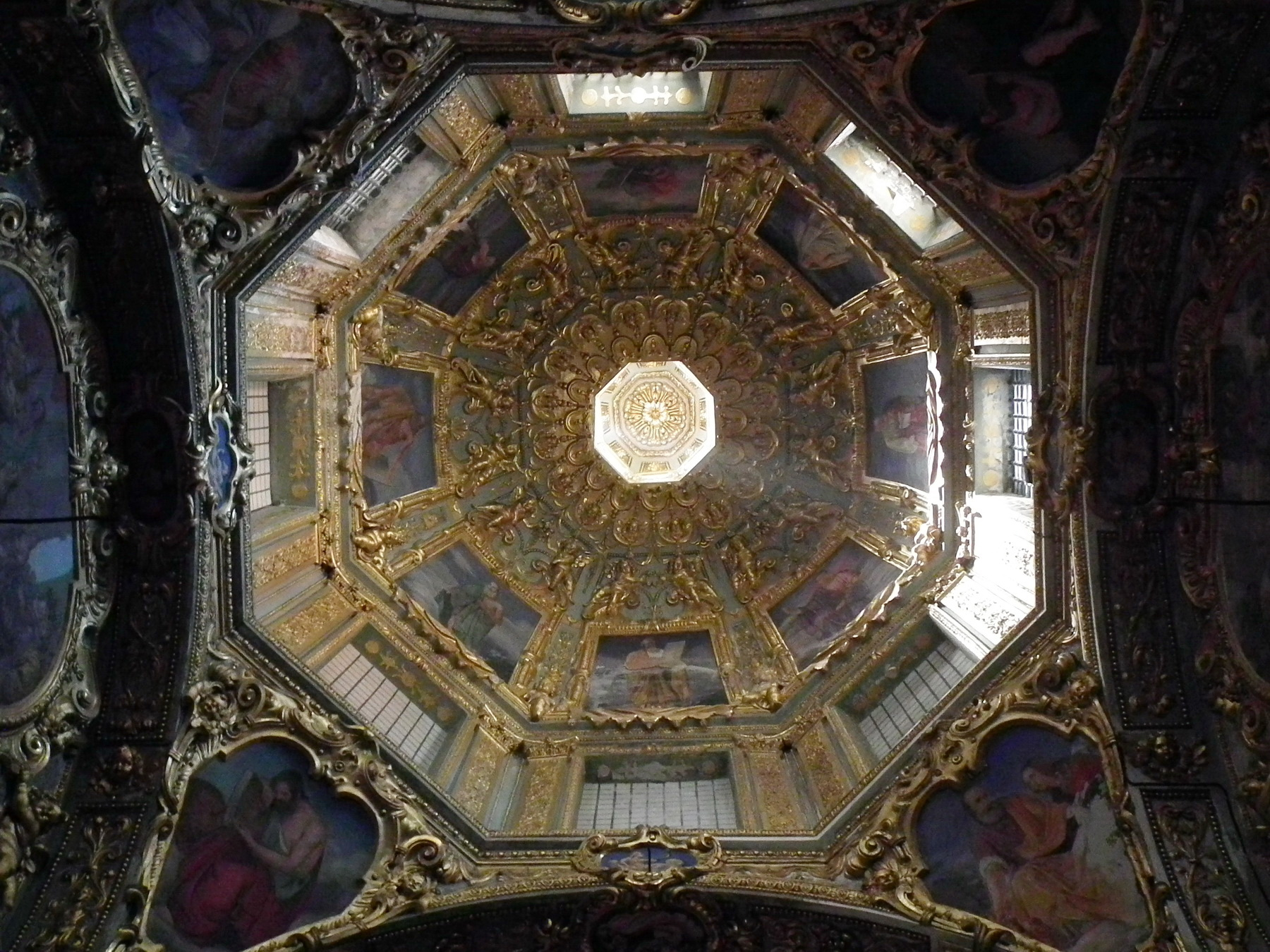
Innenansicht der Kuppel
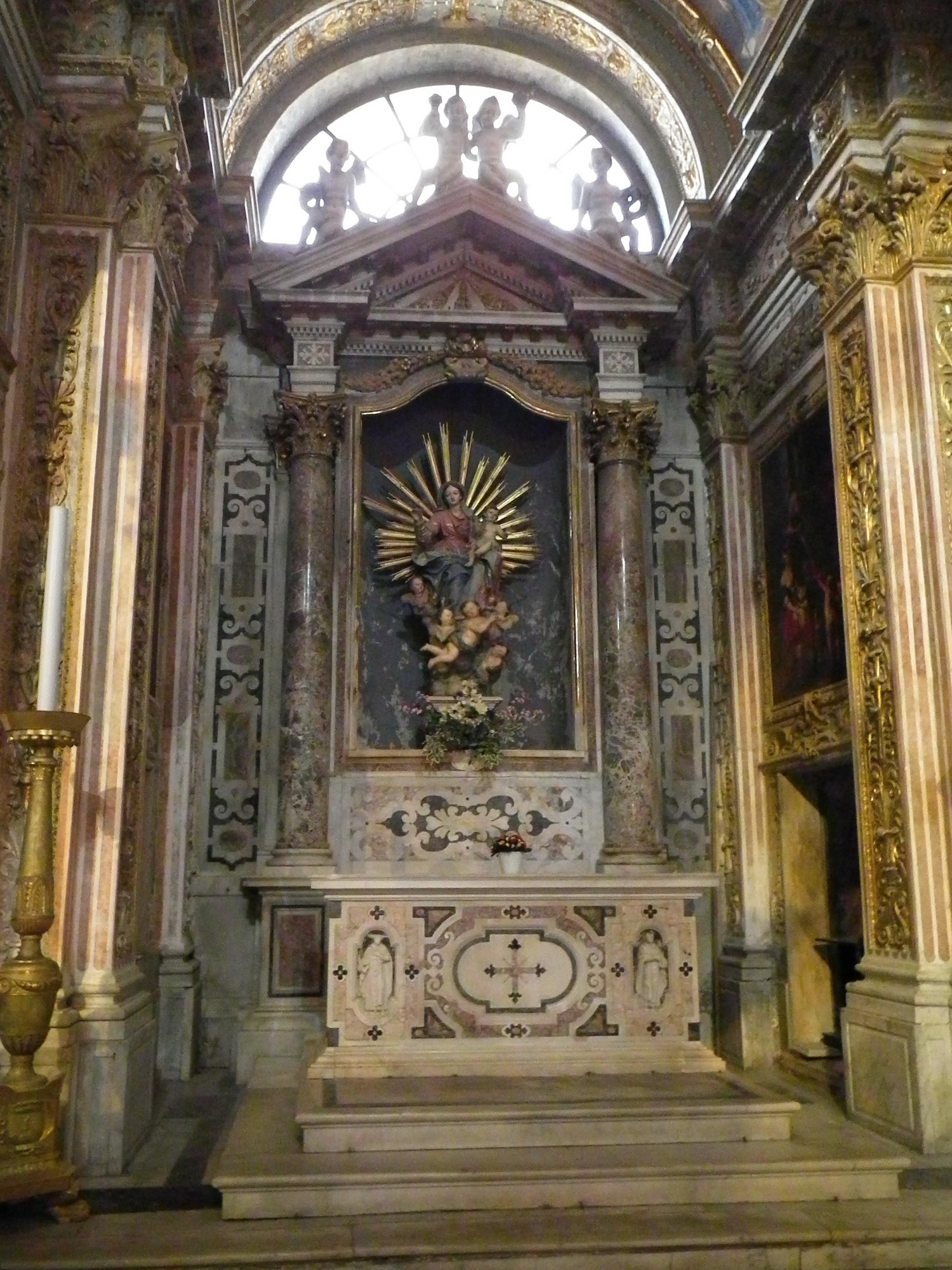
Rosenkranzmadonna (Pasquale Navone)
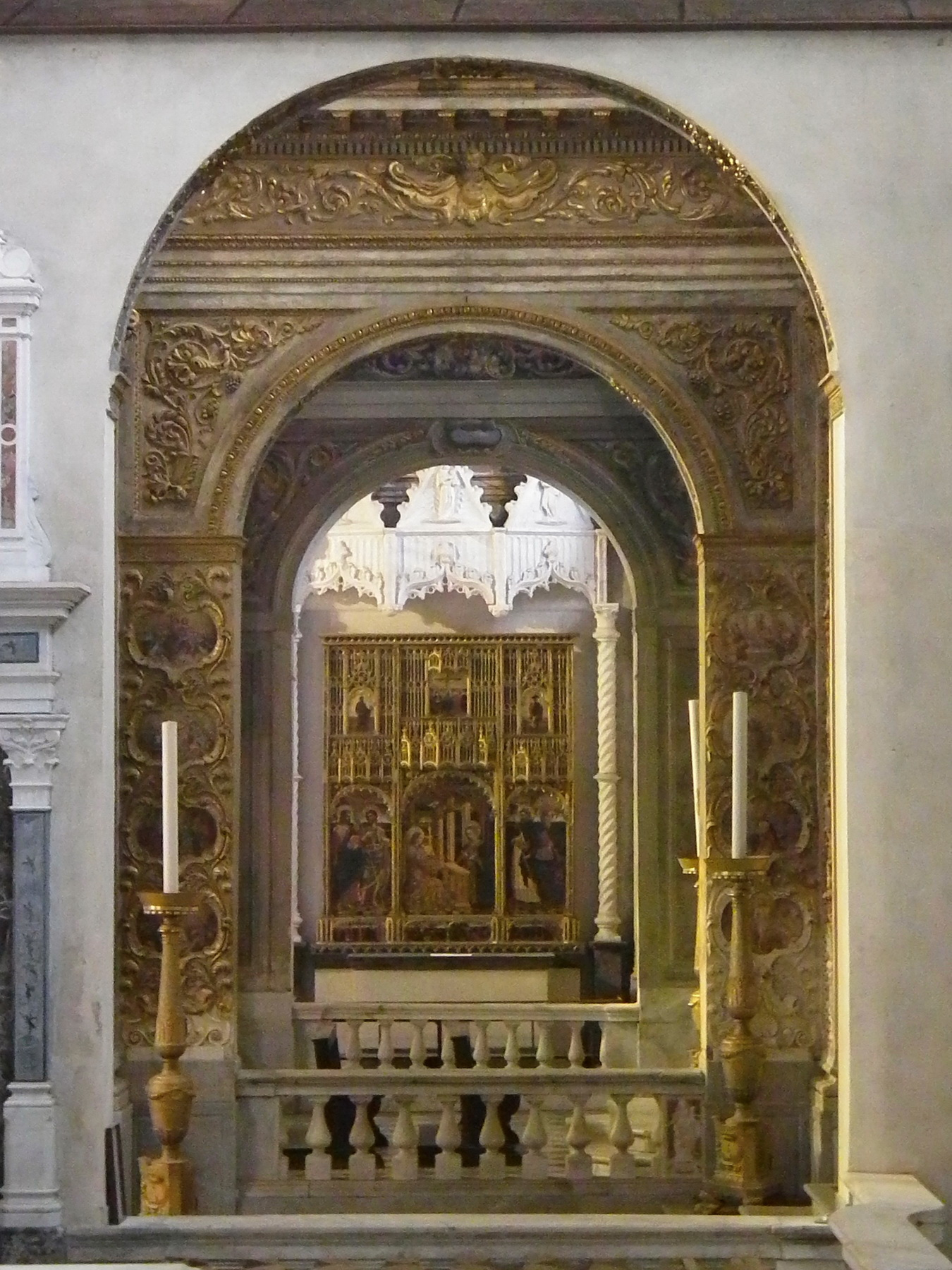
Verkündigung und Heilige (Giovanni Mazone)
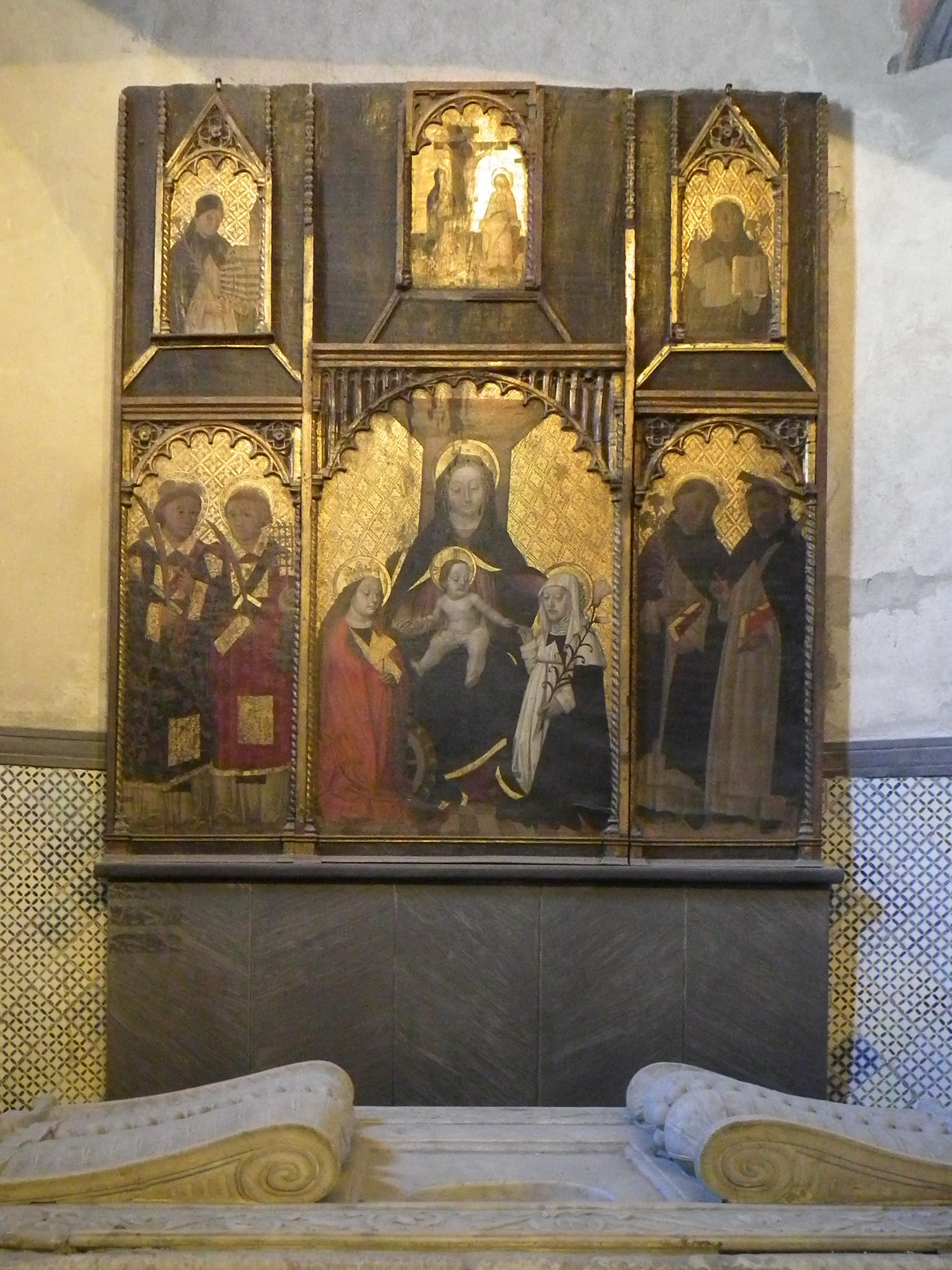
Mystische Vermählung der Heiligen Katharina von Alexandria und Heiligen Katharina von Siena, Polyptychon aus dem 15. Jahrhundert in der Taufkapelle